# VRM-30
Escadron de soutien logistique multi-fonction 30
Le Fleet Logistics Multi-Mission Squadron 30 (ou VRM-30), est un nouvel escadron de soutien logistique de l'US Navy stationné à la Naval Air Station North Island, en Californie, aux États-Unis. L'escadron a été créé en 2018 et est surnommé "Titans". Le VRM-30 est équipé du nouveau CMV-22B Osprey et actuellement affecté au Carrier Air Wing Two à bord du porte-avions à propulsion nucléaire USS Carl Vinson (CVN-70). 

## Historique
L'escadron a été créé pour assurer la transition du transport logistique effectué en Grumman C-2 Greyhound par les escadrons VRC-30 et VRC-40 par le nouvel avion Boeing-Bell V-22 Osprey.
Le CMV-22B est la version marine du V-22 Osprey, un avion à rotor basculant multimoteur, à double pilotage, auto-déployable, à décollage et atterrissage verticaux (VTOL), qui a une portée opérationnelle accrue, chargement/déchargement plus rapide de la cargaison, capacité de survie accrue et communications améliorées au-delà de la visibilité directe par rapport au C-2A Greyhound. 

### Déploiement
L'escadron s'est déployé en 2021 à bord de l'USS Carl Vinson (CVN-70) dans le cadre du Carrier Air Wing Two vers l'océan Pacifique.

## Galerie
|                                                           |
| Le CMV-22B Osprey du VRM-30 sur l'USS Carl Vinson en 2021 |